# Zell am Ziller
Pour les articles homonymes, voir Zell et Ziller (homonymie).
Zell am Ziller est un petit bourg d'Autriche dans la vallée de la Ziller (Zillertal) en aval de Mayrhofen dans le Tyrol.
- Nombre d'habitants : 1 743 (2012)
- Superficie : 240 hectares soit 2,4 lm²
- Altitude moyenne : 575 m

C'est une station de vacances, randonnées en montagne l'été et ski l'hiver où s'arrêtent les trains réguliers et touristiques de la Zillertalbahn.

## Le domaine skiable
Le domaine regroupe les stations de Zell am Ziller, Gerlos et Königleisten, totalisant 115 km de pistes.

## Manifestations
- La Gauderfest : le 1er dimanche de mai, rassemblement de la population de la vallée, cortège folklorique, et forte consommation de la Gauderbier qui est une bière titrant 20°, spécialement brassée pour l'occasion.

## Lieux et monuments

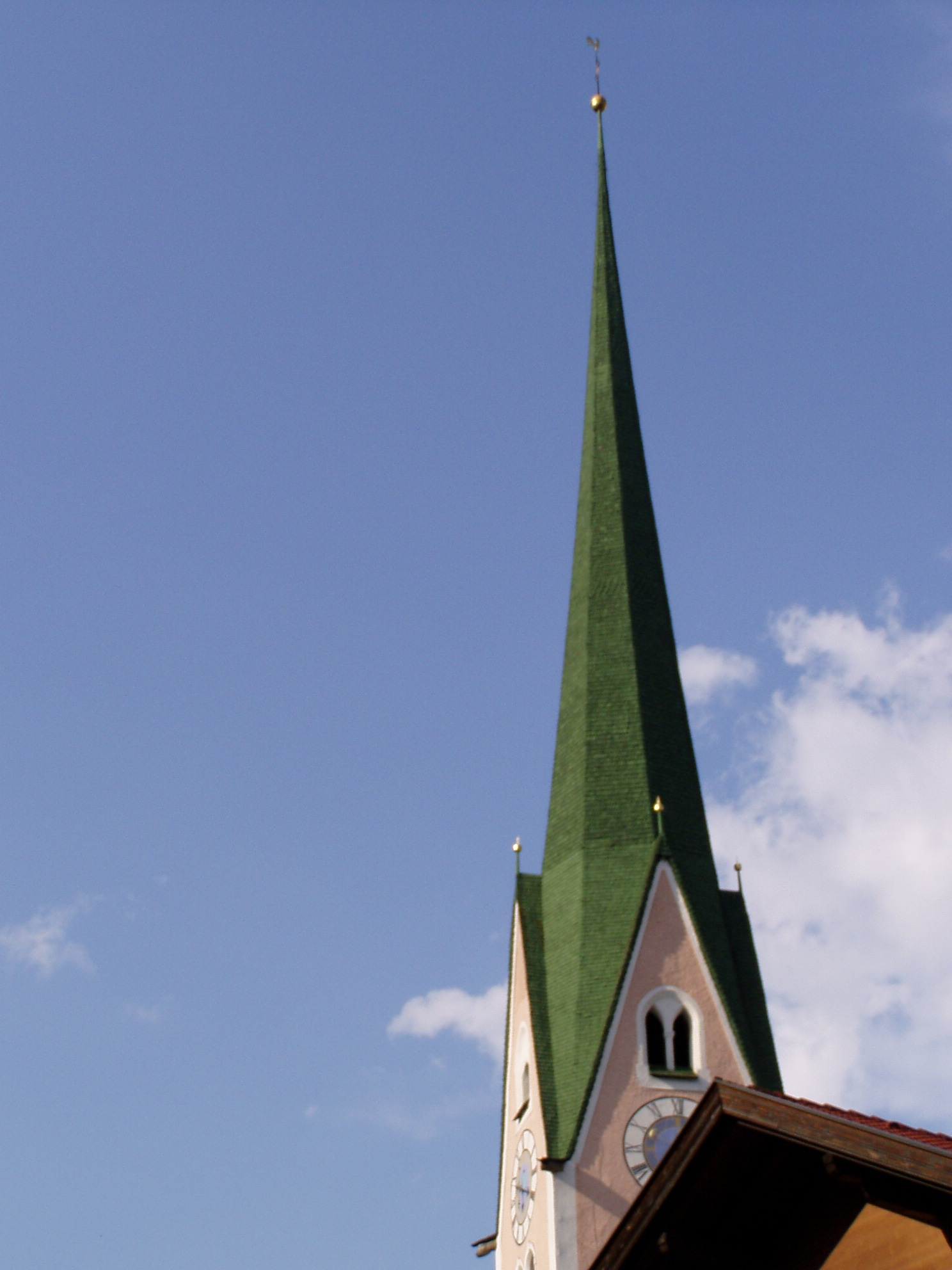
le clocher de l'église

### Église paroissiale
L'église paroissiale a été bâtie en 1792 par Wolfgang Hagenauer, mais en conservant le clocher de l'église d'origine qui est un clocher tors.
Sa torsion de droite à gauche est assez faible. La date en chiffres dorés sur un des pans tente à prouver qu'il a été restauré en 1995, à l'intérieur décoration baroque.
L'énorme coupole à lanterne qui coiffe le corps central a été peinte par Franz Anton Zeiller (1716-1793), de Reutte, cousin de Johann Jakob Zeiller.

### Autres
Route alpine de Gerlos (Gerlos-Alpenstaße) : route à péage qui va de Zell am Ziller aux chutes de Krimml.